# 20 spørgsmål til professoren
20 spørgsmål til professoren er en leg, hvor en person tænker på en ting, som de andre deltagere så skal gætte. Dette gør de ved at stille op til 20 spørgsmål, som kun må besvares med ja eller nej.
Legen har også været sendt som et radio-program på DR1 i 1960'erne. Desuden blev en enkelt udsendelse produceret til fjernsyn, hvor kendte personer som Jørgen de Mylius og Suzanne Brøgger var med som quiz-deltagere.